# Homoneura chinensis
Homoneura chinensis är en tvåvingeart som beskrevs av Malloch 1926. Homoneura chinensis ingår i släktet Homoneura och familjen lövflugor. Inga underarter finns listade i Catalogue of Life.